# Les Quatre Filles du docteur March (série télévisée d'animation, 1981)
 (mai 2022).
La mise en forme du texte ne suit pas les recommandations de Wikipédia : il faut le « wikifier ».
Les points d'amélioration suivants sont les cas les plus fréquents. Le détail des points à revoir est peut-être précisé sur la page de discussion.
- Les titres sont pré-formatés par le logiciel. Ils ne sont ni en capitales, ni en gras.
- Le texte ne doit pas être écrit en capitales (les noms de famille non plus), ni en gras, ni en italique, ni en « petit »…
- Le gras n'est utilisé que pour surligner le titre de l'article dans l'introduction, une seule fois.
- L'italique est rarement utilisé : mots en langue étrangère, titres d'œuvres, noms de bateaux, etc.
- Les citations ne sont pas en italique mais en corps de texte normal. Elles sont entourées par des guillemets français : « et ».
- Les listes à puces sont à éviter, des paragraphes rédigés étant largement préférés. Les tableaux sont à réserver à la présentation de données structurées (résultats, etc.).
- Les appels de note de bas de page (petits chiffres en exposant, introduits par l'outil «  Source ») sont à placer entre la fin de phrase et le point final[comme ça].
- Les liens internes (vers d'autres articles de Wikipédia) sont à choisir avec parcimonie. Créez des liens vers des articles approfondissant le sujet. Les termes génériques sans rapport avec le sujet sont à éviter, ainsi que les répétitions de liens vers un même terme.
- Les liens externes sont à placer uniquement dans une section « Liens externes », à la fin de l'article. Ces liens sont à choisir avec parcimonie suivant les règles définies. Si un lien sert de source à l'article, son insertion dans le texte est à faire par les notes de bas de page.
- La présentation des références doit suivre les conventions bibliographiques. Il est recommandé d'utiliser les modèles {{Ouvrage}}, {{Chapitre}}, {{Article}}, {{Lien web}} et/ou {{Bibliographie}}. Le mode d'édition visuel peut mettre en forme automatiquement les références.
- Insérer une infobox (cadre d'informations à droite) n'est pas obligatoire pour parachever la mise en page.

Pour une aide détaillée, merci de consulter Aide:Wikification.
Si vous pensez que ces points ont été résolus, vous pouvez retirer ce bandeau et améliorer la mise en forme d'un autre article.
Pour les articles homonymes, voir Les Quatre Filles du docteur March (homonymie).
Les Quatre Filles du docteur March (若草の四姉妹, Wakakusa no Yon Shimai) est une série télévisée d'animation japonaise en 26 épisodes de 22 minutes d'après le roman éponyme de Louisa May Alcott, réalisée par Kazuya Miyazaki, produite par Toei Animation, et difusée du 7 avril au 29 septembre 1981 sur TV Tokyo.
Au Québec, la série est diffusée à partir du 23 septembre 1984 sur TVJQ, et en France à partir du 4 novembre 1984 sur Canal+ dans Cabou Cadin.

## Synopsis
L'histoire se déroule aux États-Unis, pendant la guerre de Sécession. Le docteur March est parti pour le front, laissant à la maison sa femme et ses quatre filles : Margaret (surnommée Meg), seize ans, est mature et raisonnable ; Joséphine (surnommée Jo), quinze ans, le garçon manqué de la famille, est passionnée de lecture et souhaite devenir écrivain ; Elisabeth (surnommée Beth), treize ans, douce, timide et de santé fragile, est la pianiste de la famille ; Amy, neuf ans, coquette et chipie, adore dessiner et peindre et est l'artiste de la famille.
Elles se lient d'amitié avec leur voisin, Théodore Laurence, surnommé Laurie, et son grand-père M. James Laurence. Beth et lui seront particulièrement liés, car elle rappelle au vieux monsieur sa petite-fille Catherine, morte d'une pneumonie. De son côté, Jo parvient à faire publier dans le journal une de ses nouvelles, et Meg tombe progressivement amoureuse du précepteur de Laurie, M. Brooke. Mais un jour, le docteur March tombe gravement malade. Mme March est forcée de se rendre à son chevet, à l'hôpital de Washington. Pour lui permettre de payer son billet de train, Jo se fait couper les cheveux et les vend. En l'absence de Mme March, Beth contracte la scarlatine pour s'être occupée d'une famille dans la misère. Mme March rentre aussitôt à la maison ; Beth guérit, mais sa santé reste affaiblie. Noël approche et les quatre jeunes filles décorent le sapin. Elles ignorent qu'elles vont recevoir le plus beau cadeau de Noël.

## Personnages
- Margaret « Meg » March : elle est l'aînée des quatre sœurs. Elle est âgée de seize ans au début de l'anime et de dix-sept ans à la fin. Doté d'une grande beauté et très intelligente, elle prend son rôle d'aînée très au sérieux. Meg travaille comme préceptrice chez les Kings, une riche famille bourgeoise, et les envie souvent pour le luxe dans lequel ils vivent. Son rêve serait d'avoir une grande maison avec des domestiques, de belles robes, des bijoux et beaucoup d'argent. Pourtant, elle tombera amoureuse de M. Brooke, le précepteur de Laurie, qu'elle finira par épouser, bien qu'il soit de condition modeste.
- Joséphine « Jo » March : âgée de quinze ans au début et de seize ans à la fin, elle est la plus turbulente de la famille et un vrai garçon manqué. Intrépide et courageuse, elle regrette infiniment d'être une fille. Elle passe ses journées à tenir compagnie à sa tante March, une vieille dame acariâtre qui la réprimande souvent pour son comportement de garçon et tente, en vain, de lui apprendre les bonnes manières. Sa seule beauté sont ses longs cheveux blonds, qu'elle sacrifiera pour permettre à sa mère de payer le billet de train pour Washington. C'est la première à avoir sympathisé avec Laurie. Jo aime par-dessus tout lire et écrire, et s'entraîne pour réaliser un jour son plus grand rêve : devenir un grand écrivain. Elle écrit une pièce de théâtre que ses sœurs jouent le jour de Noël, six nouvelles qu'Amy brûlera dans un mouvement d'humeur, et une dernière nouvelle qui sera publiée dans un journal local.
- Elisabeth « Beth » March : elle est âgée de treize ans au début et de quatorze ans à la fin. Elle est de tempérament doux et aimable ; bonne et généreuse, elle aime s'occuper des autres, notamment de ses poupées et de Minet, son chaton. Son ambition désintéressée est de rester auprès de sa famille et d'aider ses parents. Elle est également très timide : c'est pour cette raison qu'elle n'est pas scolarisée. Elle passe ses journées à la maison, à aider au ménage. Elle aime beaucoup Jo, qu'elle encourage dans ses projets d'écriture. Passionnée par la musique, Beth ne dispose au début que d'un vieux piano aux touches muettes, mais s'exerce si bien que Laurie la qualifiera de "très grande musicienne". La musique la rapproche de son voisin M. Laurence, à qui elle rappelle sa petite-fille Catherine, et qui lui offrira un magnifique piano. Atteinte de scarlatine pour avoir aidé une famille dans la misère, elle manque de mourir, mais guérit grâce au dévouement de Jo.
- Amy March : âgée de neuf ans au début et de dix ans à la fin, elle est très coquette et aime employer des grands mots, dont elle ne comprend pas toujours le sens. Au début de l'histoire, elle est très orgueilleuse, mais finira par s'adoucir au fil du temps. Scolarisée à l'école du village, elle s'entend très bien avec ses amies qui apprécient de leur côté son tempérament joyeux et spontané. Elle aime beaucoup Meg, qui est pour elle comme une seconde maman, et admire Beth qu'elle prend comme modèle à la fin de l'histoire. Passionnée par le dessin et la peinture, elle est l'artiste de la famille ; son plus grand rêve est d'aller étudier à Rome et de devenir un peintre célèbre exposant ses tableaux dans le monde entier.
- Mme March : image de la mère modèle, elle aime beaucoup et également toutes ses filles, et leur apprend à secourir les plus pauvres, à se corriger de leurs défauts (en particulier pour Jo, à qui elle apprendra à maîtriser son impétuosité) et à aimer le travail. Très coléreuse dans sa jeunesse, elle s'est corrigée grâce à son mari qu'elle qualifie d'homme exemplaire et du meilleur exemple possible. Malgré la guerre et l'absence de son mari, elle parvient à faire régner une harmonie presque constante dans la maison. Ses filles l'admirent, surtout Jo, qui s'est promis de devenir aussi bonne qu'elle.
- M. March : pasteur et médecin, il s'est engagé dans l'armée. Il aime tendrement sa femme, qu'il a d'ailleurs aidé à maîtriser sa colère d'autrefois, et a comme elle le souci de faire de ses filles des femmes généreuses et accomplies. Il leur écrit une lettre la veille de Noël, dans laquelle il les exhorte à aider leur mère, à l'épauler dans les moments difficiles et à combattre leurs défauts. C'est cette lettre qui fait prendre aux quatre sœurs la résolution de devenir meilleures et d'aider leur mère le plus possible.
- Théodore « Laurie » Laurence : voisin de la famille March, il vit avec son grand-père M. James Laurence et étudie pour rentrer à l'université. Son père avait épousé une pianiste italienne, au grand dam de M. Laurence, qui ne s'est jamais réconcilié avec son fils car les parents de Laurie sont morts alors qu'il avait trois ans. Laurie et sa grande sœur Catherine, alors âgée de huit ans, ont dû traverser l'Atlantique pour arriver aux États-Unis, ou M. Laurence les a recueilli. Catherine est morte d'une pneumonie à treize ans et Laurie n'a d'autre parent que son grand-père. Excellent pianiste comme sa sœur, son rêve est de devenir un grand concertiste et de voyager à travers le monde. Mais il finira par y renoncer pour prendre la succession de son grand-père. Particulièrement ami avec Jo, il en est secrètement amoureux.
- M. James Laurence : grand-père de Laurie, il s'est brouillé avec son fils car ce dernier avait épousé une pianiste italienne. Il a recueilli ses petits-enfants Catherine et Laurie et s'est occupés d'eux jusqu'à la mort de Catherine. Laurie habite toujours avec lui et son grand-père espère qu'il puisse faire des études sérieuses. Il ne supporte pas de le voir jouer du piano, car cela lui rappelle sa dispute avec son fils. Heureusement, il se réconciliera avec la musique en faisant la connaissance de Beth, qui lui rappelle Catherine, et qu'il invitera à venir jouer chez lui. Beth lui offre des pantoufles pour le remercier. Très ému de ce cadeau, le vieux monsieur lui offre un magnifique piano qui appartenait autrefois à sa petite-fille. Sous les apparences, c'est un être très sensible et profondément attristé de la perte de son fils et de sa petite-fille, dont il ne se remettra jamais totalement.

## Distribution

### Voix originales
- Yuko Takagi : Meg
- Mami Koyama : Jo
- Keiko Han : Beth
- Chiyoko Kawashima : Amy
- Nana Yamaguchi : Mme March
- Takashi Tanaka : M. March
- Tsubasa Shioya : Laurie
- Yonehiko Kitagawa : M. Laurence
- Taeko Nakanishi : Narrateur

### Voix françaises
- Céline Monsarrat : Jo
- Nadine Delanoë : Meg
- Martine Regnier : Beth
- Aurélia Bruno : Amy
- Monique Thierry : Mme March
- Joseph Falcucci : le narrateur, M. March (épisode #1)
- Éric Legrand : Laurie, (voix principale)
- Jane Val : Hannah, tante March
- Jacques Berthier : M. Lawrence
- Jean-Claude Montalban : M. Brooke
- Jacques Chevalier : M. Davis, le professeur d'Amy
- Marcel Jemma : M. Grace, l'épicier
- Jean-Pierre Leroux : Laurie (voix de remplacement: épisodes #11 à 14)
- Edgar Givry : Laurie (voix de remplacement: épisodes #15 à 17)
- Michel Bedetti : M. March (épisodes #23 et 26)

## Liste des épisodes
| Listing TV 1. La Famille March 2. Le Sacrifice de Noël 3. Chez les Lawrence 4. Sur un petit air de piano 5. Les Citrons confits au vinaigre 6. La Vengeance d'Amy 7. Le Grand bal annuel 8. Meg loin de chez elle 9. Le Nouveau membre du Pickwick club 10. Vacances et Distractions 11. Le Pique-nique 12. Musicien n'est pas un métier 13. Les Fugitifs 14. Adieu mon bel oiseau 15. Jo et sa nouvelle[Quoi ?] 16. Meg est une dame 17. Chez tante March 18. Les Horreurs de la guerre 19. Le Choix de Laurie 20. Jo au pays imaginaire 21. Contes et Légendes 22. La Lettre 23. Triste Journée 24. Courage Beth ! 25. La Guérison d'Elisabeth 26. La Surprise de Noël | Listing DVD 1. Le Noël de la famille March 2. L'Ange qui brossa les bottes 3. Le Petit Ami de Jo 4. La Métamorphose de Beth 5. L'Affaire de l'arrêt des études d'Amy 6. La Confrontation - Jo contre Amy 7. Le Bal chez les Lawrence 8. Meg est tombée dans le piège 9. Réunion dans le grenier 10. Jo dans la cuisine 11. Pique-nique 12. Le Souci de Laurie 13. Le Groupe de réfugiés 14. Beth et le Canari 15. Le secret de Jo 16. Meg devient une femme 17. Le Choix de la fille adoptive de tante March 18. Un hôpital dans la rue 19. Les Contes du jeune Lawrence 20. Les Fantasmes de Jo (1) 21. Les Fantasmes de Jo (2) 22. Un sinistre télégramme 23. Ne meurs pas Beth 24. Le Chant de la baby-sitter de l'ange 25. Le Testament d'Amy 26. Le Printemps à Concord |